# Podrvanj
Podrvanj je naselje u Hrvatskoj u općini Čavlima. Nalazi se u Primorsko-goranskoj županiji.

## Zemljopis
Sjeverno je Podčudnič, sjeverozapadno su Zastenice i Grobnik, sjeveroistočno su Soboli, jugoistočno su Čavle, južno je Buzdohanj, jugozapadno je Svilno.

## Stanovništvo
| broj stanovnika | 263   | 187   | 179   | 211   | 233   | 204   | 217   | 258   | 281   | 247   | 266   | 287   | 346   | 374   | 426   | 461   | 415   |
|                 | 1857. | 1869. | 1880. | 1890. | 1900. | 1910. | 1921. | 1931. | 1948. | 1953. | 1961. | 1971. | 1981. | 1991. | 2001. | 2011. | 2021. |